# Streetball

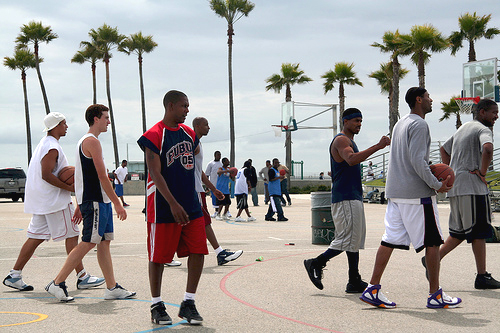
Streetballers en canchas.

El streetball es una forma  de jugar al baloncesto. Se considera como otro elemento de la cultura hip hop jugada especialmente en las pistas de baloncesto en parques, los playground, y profundamente imitada por gente de todo el mundo y de todas las edades. Ha sido lanzado a la fama como parte del espectáculo de And1 "Mix Tape Tour", por toda Norteamérica, lo que ha promocionado el juego por la amplia cobertura que ha alcanzado en los medios de comunicación.
Las reglas ponen un mayor énfasis en los "cara a cara" entre el atacante y el defensor. En estos, los atacantes pueden ofrecer un gran número de espectaculares movimientos mientras intentan llegar a la canasta, incluyendo cambios de mano o fintas, u otros tipos de engaños. El Streetball a menudo ofrece espectaculares mates o alley-oops, impresionantes movimientos con el balón, y, sobre todo, un buen humor reinante, consecuencia de que el Streetball naciese de las partidas entre amigos.
Algunas reglas del baloncesto, como, por ejemplo, los dobles, simplemente no se aplican en Streetball. 
Algunos de los jugadores más famosos de streetball son Skip to My Lou (Rafer Alston, quien llegó a jugar varias temporadas en la NBA), Main Event, The Professor, ParanoiaMan, Hot Sauce, Worren, Spyda, 50, Con-man y AO.